# Matholwch
Matholwch – postać występująca w mitach walijskich zebranych w dziele Mabinogion. Był legendarnym królem Irlandii, który poprzez małżeństwo z walijską księżniczką Branwen starał się zjednoczyć ludy celtyckie zamieszkujące basen Morza Irlandzkiego. Po pewnym czasie urodził się ich syn Gwern. Był to jednak mściwy król, gdyż za zniewagę, jakiej doznał od brata Branwen, Efnisiena, który okaleczył jego konie, zdegradował swoją żonę do pozycji służącej w kuchni. Dalsze jego losy okazały się tragiczne, gdyż zarówno on, jak i jego syn zginęli w trakcie walki z walijczykami mającej na celu oswobodzenie Branwen.